# Vladislav Ierchov
Vladislav Nikolaïevitch Ierchov (en russe : Владислав Николаевич Ершов), né le 8 septembre 1975 à Naro-Fominsk, dans l'oblast de Moscou, est un officier de l'Armée de terre russe, commandant de la 6e armée interarmes du district militaire ouest depuis février 2019 et lieutenant-général depuis 2021.

## Biographie
En 1992, il est diplômé de l'école militaire Souvorov de Moscou. De 1992 à 1996, Ierchov est cadet de l'École supérieure de commandement militaire de Moscou. De 2001 à 2003, il étudie à l'Académie interarmes des forces armées de la fédération de Russie. De 2010 à 2012, il est étudiant de l'Académie militaire de l'état-major général des forces armées de la fédération de Russie.
De 2012 à 2014, Ierchov commande la 21e brigade de fusiliers motorisés de la Garde (unité militaire 12128, du village de Totskoïe, dans l'oblast d'Orenbourg). Le 12 décembre 2013, il reçoit le grade de major-général.
De 2014 à 2017, il est chargé de cours à l'Académie militaire de l'état-major général des Forces armées de la fédération de Russie.
De 2017 à 2019, Vladislav Ierchov est chef d'état-major, premier commandant adjoint de la 49e armée Interarmes du district militaire Sud.
Depuis février 2019, il commande la 6e armée interarmes du district militaire Ouest. Par décret du président de la fédération de Russie no 104 du 18 février 2021, il reçoit le grade militaire de lieutenant-général.
Il participe à l'invasion russe de l'Ukraine. Selon le journaliste ukrainien Roman Tsymbalyuk, en mars 2022, il a été démis de ses fonctions,.

## Décorations
- Ordre d'Alexandre Nevski
- Ordre de Joukov [9]
- Ordre de Souvorov
- Ordre du mérite militaire
- Médaille Souvorov
- Récompenses départementales du ministère de la Défense de la Fédération de Russie